# Marathon van Brussel 2007
De marathon van Brussel 2007 vond plaats op zondag 14 oktober 2007. Het was de vierde editie van deze marathon.
De wedstrijd werd bij de mannen gewonnen door de Keniaan Jonathan Yego in 2:12.16. Op de finish bleef hij zijn landgenoot Josphat Keiyo slechts drie seconden voor. Bij de vrouwen was de Keniaanse Yepyator Kimaiyo de snelste in 2:41.20. De voormalige polsstokhoogspringster Caroline Goetghebuer werd vierde in 3:16.36.
Het evenement werd gesponsord door ING.
In totaal finishten er 6500 deelnemers waaronder:
- marathon (1750)
- halve marathon (4157)
- mini marathon (650)

## Uitslagen

### Marathon
Mannen
| rang   | naam           | land | tijd    |
| ------ | -------------- | ---- | ------- |
| Goud   | Jonathan Yego  | KEN  | 2:12.16 |
| Zilver | Josphat Keiyo  | KEN  | 2:12.19 |
| Brons  | Maru Shadrack  | KEN  | 2:13.39 |
| 4      | Patrick Tambwe | CGO  | 2:15.29 |
| 5      | Elias Chelanga | KEN  | 2:17.30 |
| 6      | Gino Van Geyte | BEL  | 2:17.34 |
| 7      | David Koech    | KEN  | 2:18.50 |
| 8      | Vincent Ternet | BEL  | 2:20.28 |
| 9      | Bett Kimutai   | KEN  | 2:23.40 |
| 10     | Tomasz Drag    | POL  | 2:25.52 |

Vrouwen
| rang   | naam                 | land | tijd    |
| ------ | -------------------- | ---- | ------- |
| Goud   | Yepyator Kimaiyo     | KEN  | 2:41.20 |
| Zilver | Reka Kovacs          | BEL  | 3:14.03 |
| Brons  | Christine Poulard    | BEL  | 3:14.19 |
| 4      | Caroline Goetghebuer | BEL  | 3:16.36 |
| 5      | Catherine Roossens   | BEL  | 3:16.37 |
| 6      | Fabienne Ashraf      | FRA  | 3:19.16 |
| 7      | Daphne Roberti       | BEL  | 3:19.29 |
| 8      | Julia Recktenwald    | LUX  | 3:20.59 |
| 9      | Malou Unfer          | NED  | 3:21.01 |
| 10     | Martha De Grazia     | USA  | 3:24.54 |

### Halve marathon
Mannen
| rang   | naam            | land | tijd    |
| ------ | --------------- | ---- | ------- |
| Goud   | Jason Mayeroff  | USA  | 1:07.03 |
| Zilver | Paolo Natali    | ENG  | 1:09.33 |
| Brons  | Dris I Elmkabli | BEL  | 1:12.07 |

Vrouwen
| rang   | naam              | land | tijd    |
| ------ | ----------------- | ---- | ------- |
| Goud   | Anne-Marie Dupont | BEL  | 1:28.08 |
| Zilver | Paola Conconi     | MAR  | 1:28.40 |
| Brons  | Mieke Tierens     |      | 1:32.07 |

2004 ·
2005 ·
2006 ·
2007 ·
2008 ·
2009 ·
2010 ·
2011 ·
2012 ·
2013 ·
2014 ·
2015 ·
2016 ·
2017 ·
2018 ·
2019 ·
2022 ·
2023 ·
2024 ·
2025